# Mercury-Redstone BD
Mercury-Redstone BD (MR-BD, Mercury Redstone Booster Development) – bezzałogowa misja kosmiczna amerykańskiego programu Mercury, wstawiona na polecenie dr. Wernhera von Brauna pomiędzy lotami Mercury-Redstone 2 (lot szympansa o imieniu Ham) i Mercury-Redstone 3 (lot Alana Sheparda).
Głównym celem misji było przetestowanie udoskonaleń wprowadzonych w rakiecie Redstone w celu usunięcia anomalii z lotu MR-2 i wcześniejszych, tak by rakieta mogła wynieść pojazd z człowiekiem na pokładzie bez zbędnych komplikacji. Ładunkiem rakiety była makieta statku Mercury.

## Misja

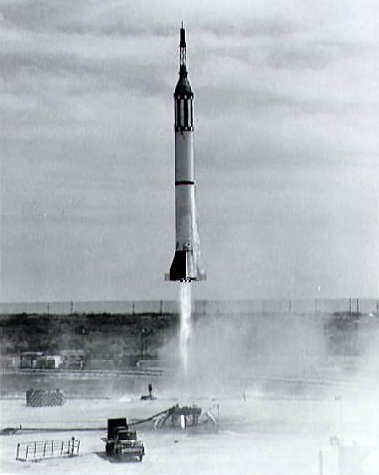
Start misji MR-BD

MR-BD wystartował 24 marca 1961 z przylądka Canaveral na Florydzie. Rozpędził się do maks. prędkości 8425 km/h, zaś najwyższy pułap lotu wynosił 182,7 km. Podczas wchodzenia w atmosferę rakieta doświadczyła przeciążenia równego 11 G. Nie było planów separacji ładunku. Rakieta wraz z ładunkiem uderzyła w taflę Atlantyku i zatonęła. Ogółem rakieta przebyła 494 km. Czas trwania lotu 8 minut i 23 sekundy. Misja zakończyła się sukcesem i podczas następnego lotu, Mercury-Redstone 3, rakieta Redstone wyniosła w kosmos kapsułę Freedom 7 z Alanem Shepardem na pokładzie.

## Lot w liczbach
- cel: test silnika rakiety Redstone
- status misji: udana
- osiągnięta wysokość: 183 km
- czas trwania lotu: 8 min. 23 s.
- przebyta odległość: 494 km

## Reakcja
W Związku Radzieckim misja MR-BD została omyłkowo uznana za katastrofę.
Taką wypowiedzią misję MR-BD skomentował Nikołaj Kamanin, szef programu szkoleniowego pierwszych kosmonautów:
Dowódca powiedział, że Amerykanie planują lot w kosmos już 28 kwietnia. Tłumaczyłem mu, że nie uda im się wysłać człowieka w kosmos przed nami. 24 marca doznali porażki: kapsuła "Mercury" nie odłączyła się od rakiety i zatonęła w czeluściach oceanu.